# Novoivanivka, Bârzula
Novoivanivka (în ucraineană Новоіванівка) este un sat în comuna Ananiev din raionul Bârzula, regiunea Odesa, Ucraina.

## Demografie
Componența lingvistică a localității Novoivanivka
     Ucraineană (85,98%)
     Română (14,02%)
Conform recensământului din 2001, majoritatea populației localității Novoivanivka era vorbitoare de ucraineană (85,98%), existând în minoritate și vorbitori de română (14,02%).